# Róża polna

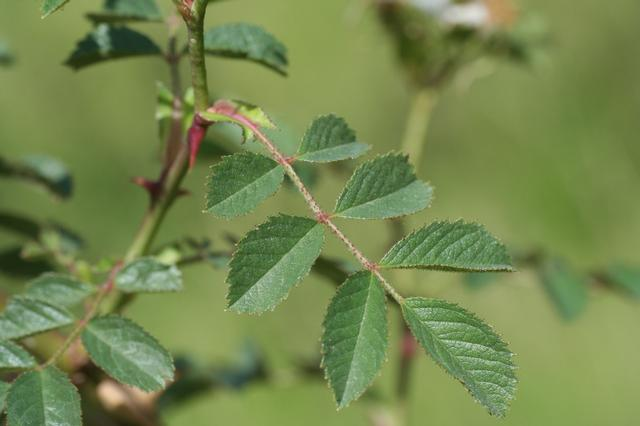
Liść

Róża polna, róża rolna (Rosa agrestis Savi) – gatunek krzewu należący do rodziny różowatych. Występuje pospolicie w Europie i na północno-zachodnim wybrzeżu Afryki (Maroko), spotyka się ją także w południowej Polsce, gdzie jest jednak rośliną rzadką.

## Morfologia
ŁodygaPędy o wysokości 1–3 m, łukowato zwieszające się w dół, pokryte dużymi i zakrzywionymi kolcami.
LiścieSą złożone z 5–7 jajowato-eliptycznych listków. Listki podwójnie ząbkowane, a ząbki ogruczolone.
KwiatyPrzeważnie pojedyncze, na długich szypułkach pokrytych gruczołkami. Płatki białe, o długości 15–20 mm. Działki kielicha silnie pierzaste i gęsto orzęsione, po przekwitnięciu kwiatów odginają się w dół. Słupek ma szyjki nagie i wydłużone.
OwoceJajowate, czerwone.

## Biologia i ekologia
Nanofanerofit. Porasta skraje lasów, miedze, zarośla, przydroża. W klasyfikacji zbiorowisk roślinnych gatunek charakterystyczny dla związku zespołów (All.) Berberidion. Kwitnie od czerwca do lipca.

## Zmienność
Tworzy mieszańce z różą dziką, r. eliptyczną, r. francuską, r. rdzawą, r. siną.

## Zastosowanie
- Ma podobne własności lecznicze, jak inne gatunki róż. Owoce są bogatym źródłem witaminy C – zawierają jej dziesięciokrotnie więcej, niż porzeczka czarna. Naturalna witamina zawarta w owocach jest przy tym trzykrotnie bardziej skuteczna od witaminy syntetycznej w tabletkach[5].
- Owoce róży mogą być używane do sporządzania przetworów i win.[5][6]